# Jungang-dong, Yangsan
Jungang-dong (koreanska: 중앙동) är en stadsdel  i staden Yangsan i provinsen Södra Gyeongsang i den sydöstra delen av  Sydkorea, 310 km sydost om huvudstaden Seoul. Den ligger strax norr om storstaden Busan.